# FC 토르페도 모스크바
FC 토르페도 모스크바(러시아어: ФК "Торпедо" Москва)는 러시아 모스크바를 연고로 하는 축구 클럽이다. 현재 러시아 풋볼 내셔널 리그에 참가중이다.
역대 성적에선 스파르타크 모스크바, 디나모 모스크바, CSKA 모스크바 같은 모스크바를 연고로 하는 다른 팀들에 비해 뒤지지만, 소비에트 탑 리그 시절에는 리그에서 3번 우승한 모스크바의 명문 클럽 중 하나였다. 과거에는 1958년 FIFA 월드컵에서 활약한 발렌틴 이바노프와 "러시아의 펠레"라는 별명을 가지고 있었던 예두아르트 스트렐초프가 이 팀에서 활약했었다.

## 선수 명단

### 현역
참고: FIFA 자격 규정에 따라 소속된 국가대표팀 국기를 표시합니다. 선수는 복수의 FIFA 비회원국 국적을 가지고 있을 수 있습니다.
| 번호 | 포지션 | 국적         | 이름              |
| ---- | ------ | ------------ | ----------------- |
| 17   | MF     | 키르기스스탄 | 굴지깃 알리쿨로프 |
| 26   | FW     | 페루         | 요르디 레이나     |

| 번호 | 포지션 | 국적 | 이름 |
| ---- | ------ | ---- | ---- |

## 역대 감독
| 감독            | 임기        |
| --------------- | ----------- |
| 발렌틴 이바노프 | 1967 ~ 1970 |
| 발렌틴 이바노프 | 1973 ~ 1978 |
| 발렌틴 이바노프 | 1980 ~ 1981 |
| 발렌틴 이바노프 | 1994 ~ 1996 |
| 발렌틴 이바노프 | 1998        |